# 강릉어항사무소
강릉어항사무소는 정부조직개편에 따라 2008년 2월 29일 신설된 해양수산부 동해어업관리단 소속기관으로 소장은 5급으로 보한다. 강원도와 경상북도의 울진군, 영덕군, 울릉군 내 24개의 국가어항을 건설, 보강, 관리하고 있으며 강원특별자치도 강릉시 포남1동 1117-13 한국빌딩 502호에 위치하고 있다.

## 조직

### 소장
- 개발1팀
- 개발2팀

## 주요 업무
- 강원특별자치도, 경북권 국가어항 관련업무
- 어항시설 계획, 총사업비관리업무
- 어항건설공사 설계, 공사(용역) 감독 및 공사 지원업무
- 비지정권자 어항개발사업 허가(협의) 업무

## 같이 보기
- 해양수산부
- 동해어업관리단